# والتر لبر
والتر لبر (انگلیسی: Walter Löber؛ زادهٔ ۲۹ ژوئن ۱۹۰۹) دوچرخه‌سوار اهل آلمان است.